# 한국토마토대표조직
한국토마토대표조직은 자조금의 조성 및 운용 등을 통한 토마토의 자율적 수급조절 및 판매촉진을 도보하고, 회원간의 상호협력 및 정보교환으로 우수 토마토를 생산·판매·수출함으로써 생산 농업인의 소득증대와 토마토 산업의 발전을 도모할 목적으로 2010년 3월 22일 설립된 대한민국 농림수산식품부 소관의 사단법인이다. 사무실은 서울특별시 중구 충정로1가 75번지에 있다.